# Providence Friars

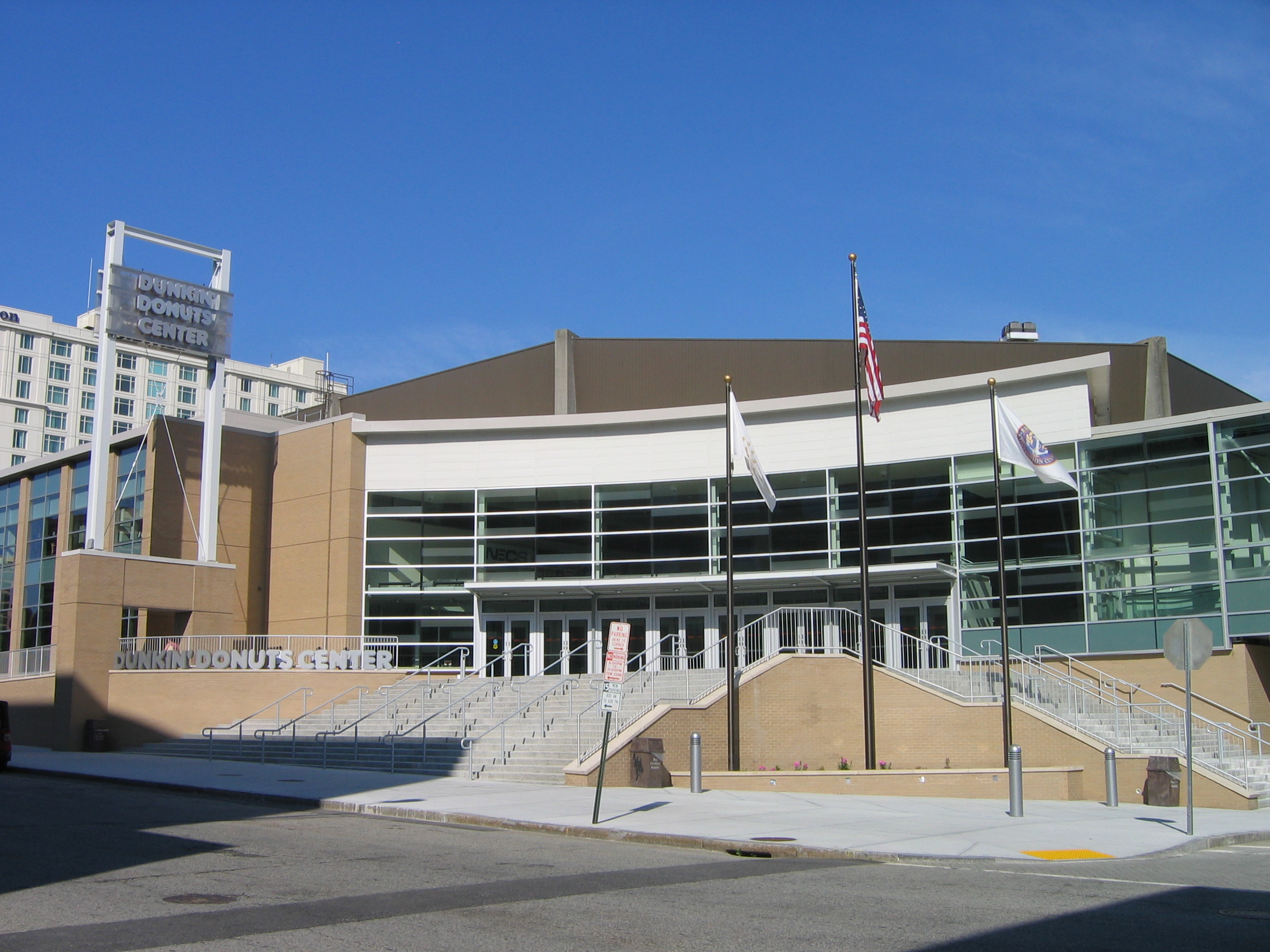
Das Dunkin’ Donuts Center.

Die Providence Friars sind die Sportteams des Providence College aus Rhode Island. Die 17 verschiedenen Sportteams nehmen an den Wettbewerben der NCAA Division 1 als Mitglied der Big East Conference teil.
Die Hochschulteams nennen sich Friars (Ordensbrüder), nach den Dominikanern, Träger der katholischen Universität.

## Sportarten
Die Friars bieten folgende Sportarten an:
Herrenteams
- Basketball
- Eishockey
- Fußball
- Lacrosse
- Schwimmsport
- Leichtathletik
- Crosslauf

Frauenteams
- Basketball
- Eishockey
- Fußball
- Tennis
- Feldhockey
- Schwimmsport
- Crosslauf
- Softball
- Leichtathletik
- Volleyball

## Erfolge
3 NCAA Meisterschaften
- 1 × Eishockey (2015)
- 2 × Crosslauf (1995, 2013)